# Dinamite (album)
Dinamite è il sesto album del cantante raggae rasta italiano Babaman, distribuito dal 15 aprile 2008 da Vibrarecords. l'album contiene una sola collaborazione in italiano, Guerrieri del microfono con Gué Pequeno, una in inglese, Rise To The Top con JahLingua e uno in spagnolo, Mi Yerba con Camacho. Babaman dimostra un'ottima conoscenza dello spagnolo anche nella traccia Cosa sarà.

## Tracce
1. Intro – 2:55
2. Tentan di fermarmi – 2:35
3. La bestia – 2:27
4. Mi Yerba (feat. Chulito Camacho) – 2:52
5. Cosa sarà – 3:12
6. Come un cane – 3:31
7. Guerrieri del microfono (feat. Gué Pequeno) – 3:56
8. Fyah – 3:13
9. Lo sanno – 2:14
10. Rise To The Top (feat. JahLingua) – 2:38
11. Ossessionato dalle liriche – 3:32
12. Periferia – 2:41
13. Bad Man – 2:55
14. Sua volontà – 3:12